# فدراسیون بسکتبال لوکزامبورگ
فدراسیون بسکتبال لوکزامبورگ (لوکزامبورگی: Lëtzebuerger basketballfederatioun) نهاد اداره کننده ورزش بسکتبال در کشور لوکزامبورگ است. این فدراسیون که در سال ۱۹۳۴ تاسیس شده مقر آن در شهر اشتراسن قرار دارد.